# خايمي باز زامورا
خايمي باز زامورا (بالإسبانية: Jaime Paz Zamora)‏ (و. 1939 – م) هو عالم سياسة من بوليفيا ولد في كوتشابامبا.
تولى منصب رئيس بوليفيا من 6 أغسطس 1989 إلى 6 أغسطس 1993. كما شغل منصب نائب الرئيس بين عامي 1982 و 1984. وهو عضو في حركة اليسار الثوري - الأكثرية الجديدة .

## روابط خارجية
- خايمي باز زامورا على موقع مونزينجر (الألمانية)